# Globoče
Globoče so naselje v Občini Vojnik.

## Prebivalstvo
Etnična sestava 1991:
- Slovenci: 66 (98,5 %)
- Muslimani: 1 (1,5 %)